# Волков, Виталий Владимирович
Вита́лий Влади́мирович Во́лков (род. 22 марта 1981, Москва) — российский и казахстанский футболист, полузащитник.

## Карьера
Воспитанник «ФШМ Торпедо». В 1999 начал выступления за «Торпедо»-2, в 2001 году дебютировал в основной команде «Торпедо». 15 октября 2005 года получил тяжёлую травму (двойной перелом голени) и выбыл на полгода. В следующем 2006 году «Торпедо» вылетело из премьер-лиги, и Волков на правах свободного агента заключил 3-летний контракт с «Рубином». По окончании сезона 2007 подал жалобу в Палату споров РФС, и контракт был аннулирован. С 2008 по 2010 год выступал в «Томи».
Дважды участвовал в еврокубковых кампаниях. В дебютном матче, в квалификационном раунде Кубка УЕФА 2003/04 против сан-маринского «Доманьяно», забил первый гол (итоговый счёт 5:0), а также отличился в ответной игре (0:4, 3-й гол). В следующем раунде Волков отыграл оба матча против софийского ЦСКА, оба матча завершились с одинаковым счётом 1:1, успешно исполнил послематчевый пенальти (торпедовцы прошли дальше, 3:2). "Торпедо" проиграло первый матч «Вильярреалу» 2:0, в ответной встрече Волкову удался результативный пас пяткой на Семшова, однако по сумме встреч (итого второго матча — 1:0) российский клуб вылетел из Кубка УЕФА. Не имевший в том сезоне статуса игрока основы Волков, тем не менее, провёл в еврокубках все 6 матчей без замен.
Следующий еврокубковый матч Волков играл в составе «Рубина» в Кубке Интертото 2007. Во 2-м раунде против венгерского «Залаэгерсега» ему удался хет-трик (один из голов с пенальти, заработанного на нём же), в ответном матче также удалось отличиться (реализованный пенальти). Волков принял участие в обоих матчах 3-го раунда против венского «Рапида», однако команда сыграла неудачно и вылетела.
В 2010 году за «Волгу» провёл 14 матчей и забил 3 гола, после завершения сезона покинул данный клуб.
В феврале 2011 года Волков перешёл в «Тобол» из Костаная. Дебютировал в чемпионате Казахстана в матче 1 тура с командой «Ордабасы». Играл на позиции крайнего атакующего полузащитника. Сыграл два матча в квалификации Лиги чемпионов против «Слована» из Братиславы. В сезоне 2011 сыграл 30 матчей и забил 4 гола. Вместе с командой вышел в финале кубка Казахстана, но в упорной борьбе "Тобол" уступил шымкентскому клубу «Ордабасы».
После окончания сезона продлил контракт с клубом ещё на один сезон. Сменил 9 номер на 11. Вячеслав Грозный стал использовать его как левого защитника.

## Статистика
| Торпедо (Москва) | 2001 | Высший дивизион | 3 (0)  | -              | -               | -     |  |  |
| Торпедо (Москва) | 2002 | Премьер-лига    | 14 (0) | 1 (0)          | -               | -     |  |  |
| Торпедо (Москва) | 2003 | Премьер-лига    | 15 (2) | 0 (0) + 5 (0)* | Кубок УЕФА      | 6 (2) |  |  |
| Торпедо (Москва) | 2004 | Премьер-лига    | 24 (1) | 2 (0)          | -               | -     |  |  |
| Торпедо (Москва) | 2005 | Премьер-лига    | 25 (3) | 5 (1)          | -               | -     |  |  |
| Торпедо (Москва) | 2006 | Премьер-лига    | 12 (0) | 1 (0)          | -               | -     |  |  |
| Рубин            | 2007 | Премьер-лига    | 22 (1) | 2 (1)          | Кубок Интертото | 4 (4) |  |  |
| Томь             | 2008 | Премьер-лига    | 19 (0) | 2 (0)          | -               | -     |  |  |
| Томь             | 2009 | Премьер-лига    | 17 (0) | 1 (0)          | -               | -     |  |  |
| Томь             | 2010 | Премьер-лига    | 0 (0)  | 0 (0)          | -               | -     |  |  |
| Волга НН         | 2010 | Первый дивизион | 14 (3) | 0 (0)          | -               | -     |  |  |
| Тобол (Костанай) | 2011 | Премьер лига    | 30 (4) | 4 (1)          | Лига Чемпионов  | 2 (0) |  |  |
| Тобол (Костанай) | 2012 | Премьер лига    | 26 (0) | 2 (0)          | -               | -     |  |  |

Примечание.

* В Кубке Премьер-лиги